# DAT A/S
DAT A/S (kurz DAT; ehemals Danish Air Transport A/S) ist eine dänische Fluggesellschaft mit Sitz in Vamdrup und Basis auf dem Flughafen Esbjerg.

## Geschichte
Danish Air Transport wurde im Jahr 1989 gegründet und nahm im gleichen Jahr als Frachtfluggesellschaft den Betrieb auf. Sie engagierte sich besonders auf Sondereinsätzen wie dem Transport von Tieren oder als Unterstützung für die Rallye Dakar. Ab dem Jahr 1994 nahm man Charterflüge mit Passagieren auf, seit dem 8. November 1996 werden auch Linienflüge angeboten.
Danish Air Transport befindet sich in Besitz der Familie Rungholm (60 %) und privaten Investoren (40 %). Zudem besitzt sie mit DAT LT eine Tochtergesellschaft in Litauen.

## Flugziele
Danish Air Transport bedient Ziele innerhalb Dänemarks und Norwegens. Zudem werden Maschinen an andere Fluggesellschaften verchartert.
Seit dem 1. Januar 2020 fliegt die Gesellschaft bis zu zweimal täglich die innerdeutsche Verbindung Saarbrücken – Berlin, die vorher von Luxair bedient wurde. Seit Mai 2021 fliegt DAT außerdem bis zu viermal wöchentlich von Saarbrücken nach Hamburg und zurück.
Seit 2018 verbindet Danish Air Transport im öffentlichen Auftrag exklusiv Catania, Palermo und Trapani auf Sizilien mit den südlich gelegenen Inseln Pantelleria und Lampedusa.
Ab 1. September 2025 bietet DAT im Auftrag der Skyhub PAD täglich bis zu drei Flüge von Paderborn/Lippstadt nach München und zurück (montags bis freitags und sonntags) an.

## Flotte

### Aktuelle Flotte

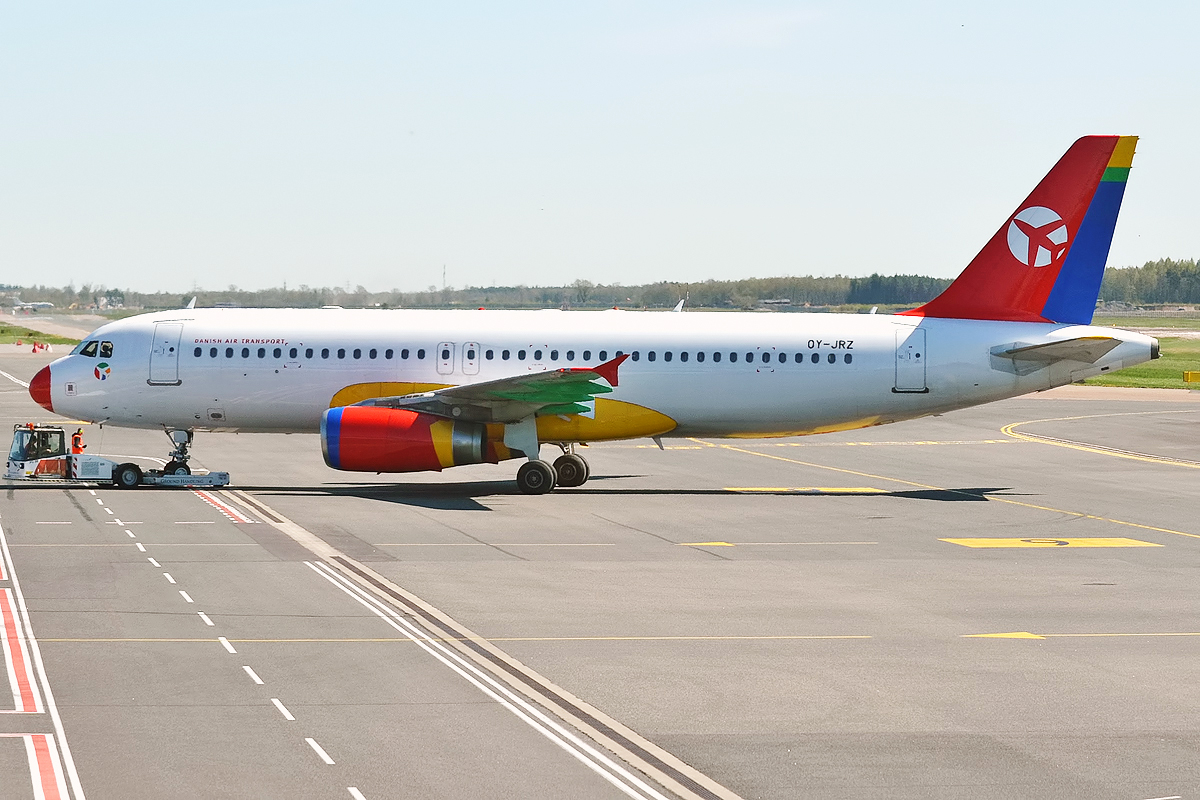
Airbus A320-200 der DAT

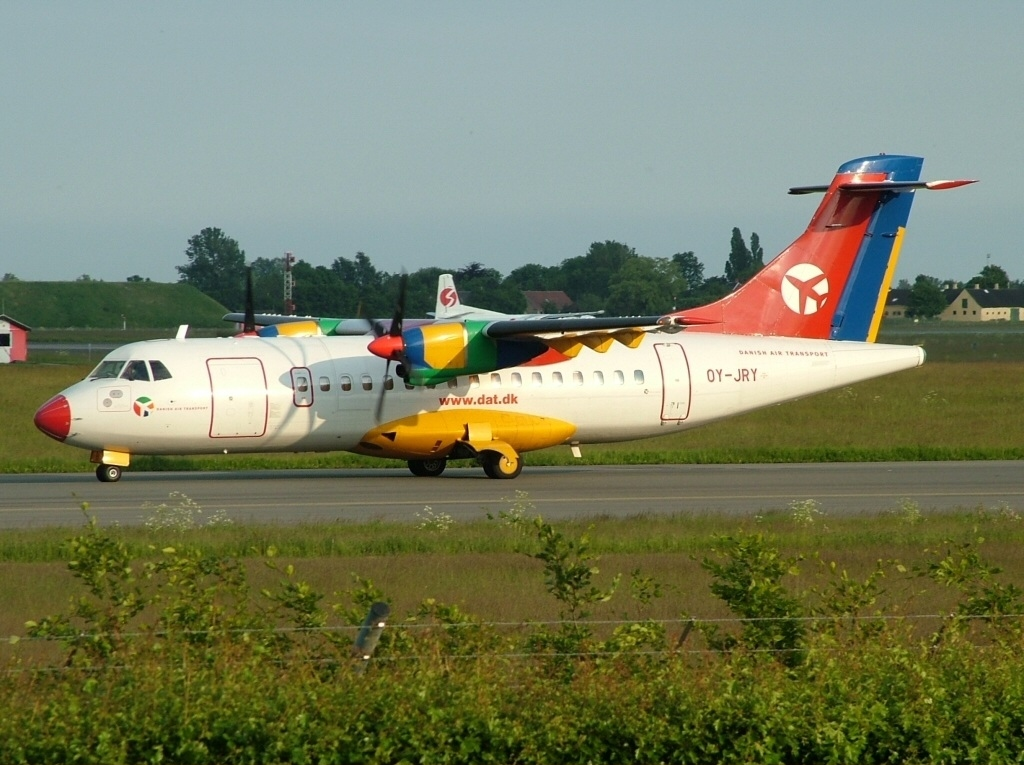
ATR 42-320 der DAT

Mit Stand April 2025 besteht die Flotte der Danish Air Transport aus 21 Flugzeugen mit einem Durchschnittsalter von 23,7 Jahren:
| Flugzeugtyp     | Anzahl | bestellt | Anmerkungen                                                         | Sitzplätze | Durchschnittsalter |
| --------------- | ------ | -------- | ------------------------------------------------------------------- | ---------- | ------------------ |
| ATR 42          | 08     |          | eine inaktiv                                                        | 46 48 50   | 30,3 Jahre         |
| ATR 72          | 07     |          | zwei inaktiv                                                        | 66 70 72   | 21,4 Jahre         |
| Airbus A320-200 | 05     |          | zwei mit Sharklets ausgestattet; eine betrieben für Uganda Airlines | 174 180    | 15,6 Jahre         |
| Airbus A321-200 | 01     |          | inaktiv                                                             | 198        | 26,6 Jahre         |
| Gesamt          | 21     | -        |                                                                     |            | 23,7 Jahre         |

### Ehemalige Sonderbemalungen
| Flugzeugtyp             | Luftfahrzeugkennzeichen | Bemalung           | Zeitraum                        | Bild |
| ----------------------- | ----------------------- | ------------------ | ------------------------------- | --- |
| ATR 72-200              | OY-RUR                  | „Primo Tour“       | Oktober 2016 bis April 2017     | Bild gesucht Die Wikipedia wünscht sich an dieser Stelle ein Bild. Falls du dabei helfen möchtest, erklärt die Anleitung , wie das geht. |
| ATR 72-600              | OY-RUV                  | „Aalborg Håndbold“ | Februar 2022 bis September 2023 | |
| McDonnell Douglas MD-82 | OY-RUT                  | „Retro style“      | Mai 2019 bis Dezember 2020      | Bild gesucht Die Wikipedia wünscht sich an dieser Stelle ein Bild. Falls du dabei helfen möchtest, erklärt die Anleitung , wie das geht. |

### Ehemalige Flugzeugtypen
- Embraer 195
- McDonnell Douglas MD-82
- McDonnell Douglas MD-83